# 埃馬斯泰

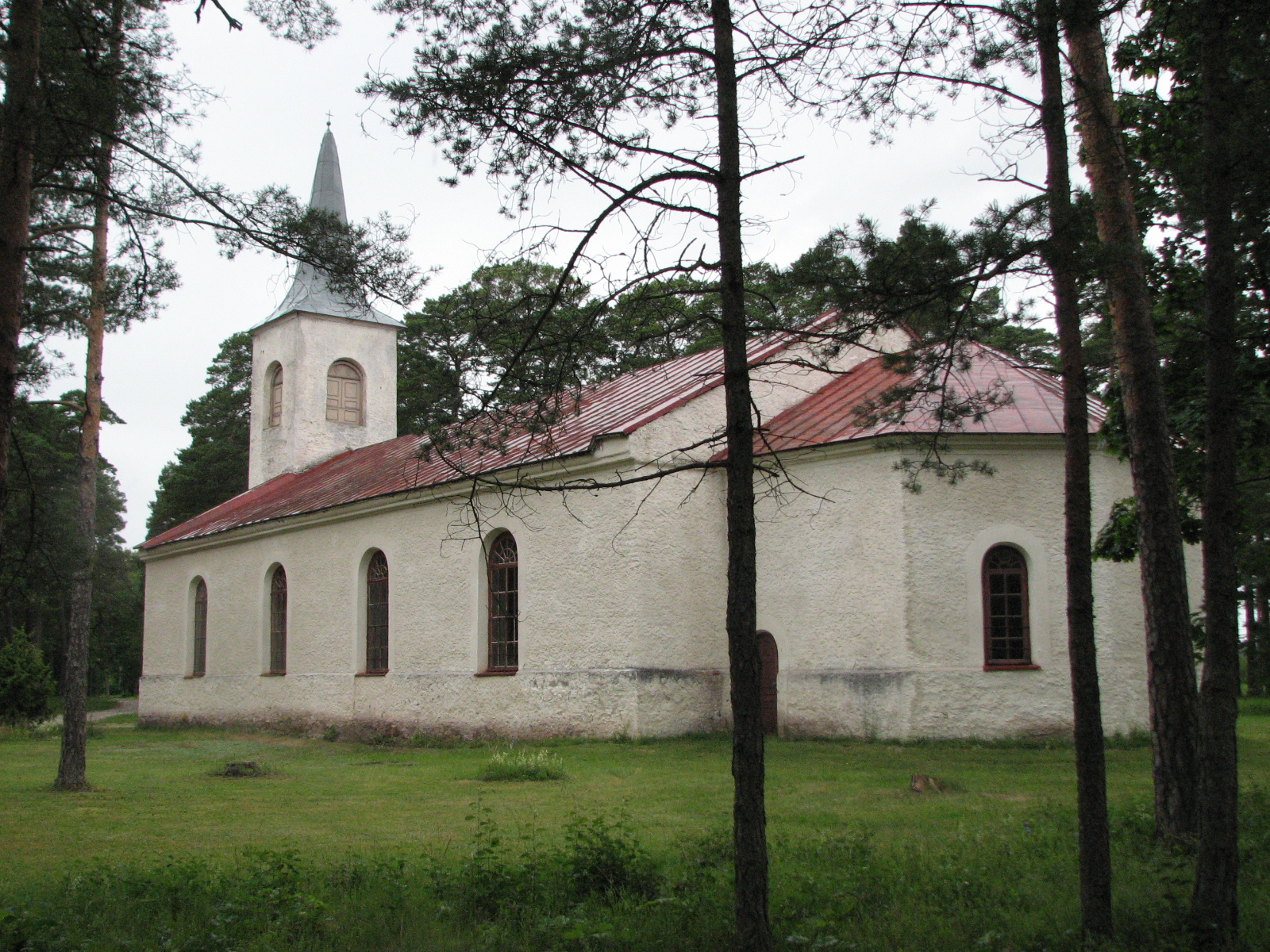
埃馬斯泰教堂

埃馬斯泰，是愛沙尼亞希烏縣希乌马市镇内的村庄，位於該國西北部，曾是前埃馬斯泰市镇的行政中心，分別距離首都塔林150公里和凱爾德拉33公里，2011年人口217。
58°42′N 22°37′E / 58.700°N 22.617°E